# Powerwolf
Powerwolf ist eine deutsche Power-Metal-Band aus Saarbrücken, die 2004 gegründet wurde.

## Bandgeschichte

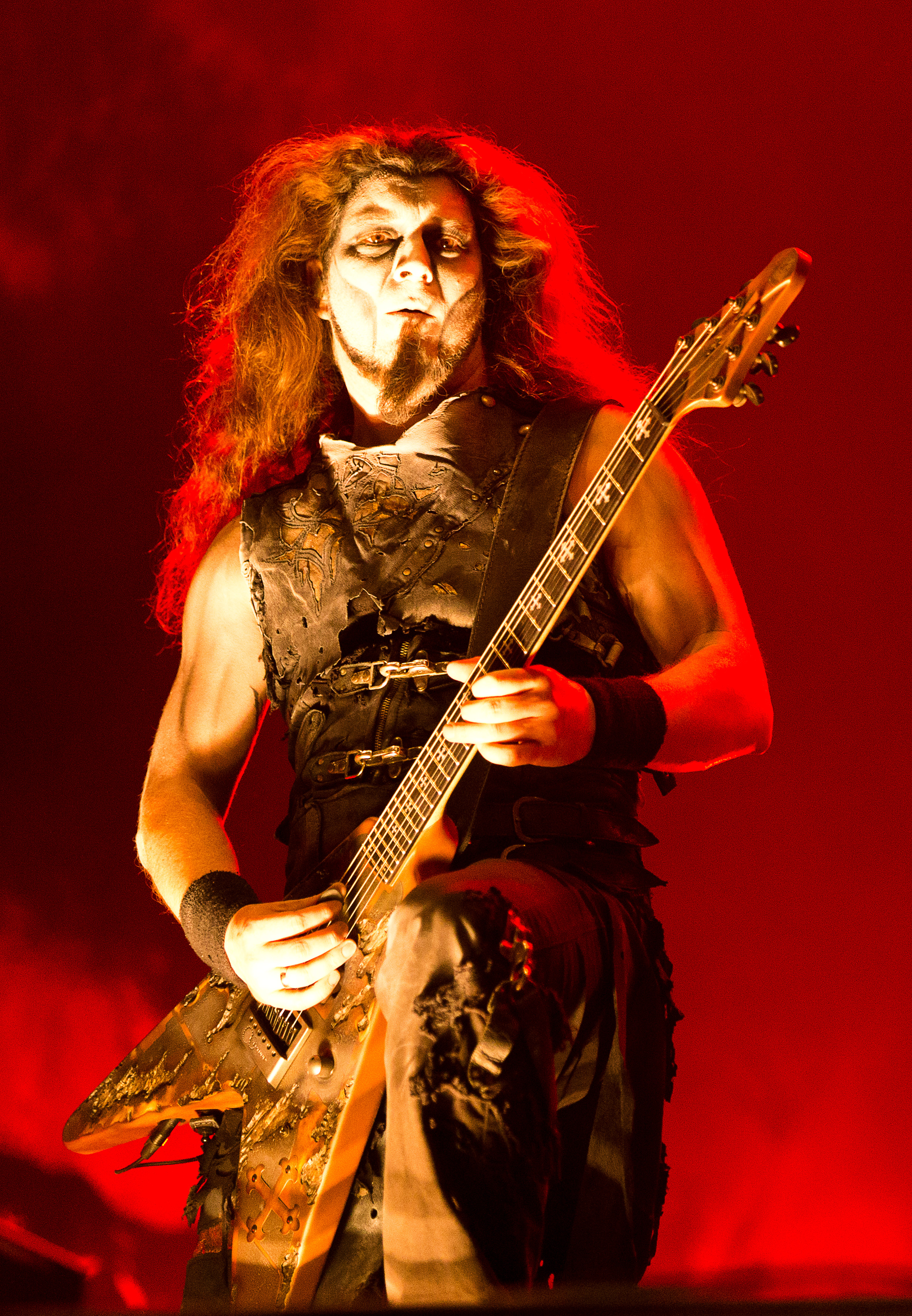
Matthew Greywolf auf dem Rockharz Open Air 2016

Als die Band im Jahr 2004 gegründet wurde, beschlossen die Mitglieder unter Pseudonymen aufzutreten und sich ein Image rund um diese Pseudonyme aufzubauen und aufrechtzuerhalten. So wurde die Band nach offiziellen Angaben von den Brüdern „Matthew Greywolf“ und „Charles Greywolf“ gegründet, die bei einem Urlaub in Rumänien in einer Bar von „Attila Dorn“ gefragt wurden, ob sie einen Sänger bräuchten. Powerwolf stellte den ersten Kontakt von „Attila“ zum Metal dar, der bis dahin nur im klassischen Gesang Erfahrung hatte.
Etwas später wurde die Besetzung dann durch „Stéfane Funèbre“ am Schlagzeug und den Organisten „Falk Maria Schlegel“ komplettiert, seit 2011 sitzt der Niederländer Roel van Helden am Schlagzeug.
Das 2005 veröffentlichte Debütalbum Return in Bloodred wurde von Fredrik Nordström betreut, der bereits In Flames und Hammerfall produziert hat. Damit einher ging ein Plattenvertrag mit dem Label Metal Blade. Auf die Veröffentlichung folgten eine Europatournee mit Gamma Ray und Nocturnal Rites sowie diverse Festivalauftritte, u. a. auf dem Summer Breeze. Im Folgejahr trat die Band weiter auf Festivals, u. a. auf dem Bang Your Head auf.
2007 erschien das zweite Album Lupus Dei. Die Band unternahm eine Europatournee mit Candlemass, eine weitere Tour mit Grave Digger und trat auf Festivals auf, u. a. zum zweiten Mal auf dem Summer Breeze. 2008 war die Band mit Brainstorm und Pagan’s Mind auf Europatournee und spielte auf dem Wacken Open Air. Das dritte Album Bible of the Beast erschien Ende April 2009. Nach zweijähriger Studiopause erschien das Album Blood of the Saints im Juli 2011. Parallel zur Singleauskopplung von We Drink Your Blood erschien das gleichnamige Musikvideo.
Später wurde ein Vertrag beim Label Napalm Records unterschrieben. Anfang 2013 wurde im deutschen Kohlekeller Studio das Nachfolgealbum zu Blood of the Saints aufgenommen, welches am 19. Juli mit dem Titel Preachers of the Night veröffentlicht wurde. Das Album wurde der bis dato größte Erfolg für die Band und erreichte in den deutschen Musikcharts für eine Woche den ersten Platz. Zu dem neuen Album folgte eine Deutschland-Tournee mit den vier Support-Bands Ashes of Ares, Wisdom, Battle Beast und Majesty. Zudem folgten Auftritte auf dem Summer Breeze, Wacken Open Air und anderen Festivals.
2014 wurden zwei Box-Sets veröffentlicht; eines unter dem Namen „The History of Heresy I – 2004–2008“, welches die Alben Return of the Bloodred und Lupus Dei enthält und eines mit dem Namen The History of Heresy II – 2009–2012, welches die Alben Bible of the Beast und Blood of the Saints enthält. Am 15. April 2014 wurde bekanntgeben, dass ab November eine Pause folgt, um Aufnahmen für das nächste Album zu ermöglichen, welches am 17. Juli 2015 unter dem Titel Blessed & Possessed erschien und es auf Platz 3 der Deutschen Albumcharts schaffte. Auf einem in einer limitierten 2-CD-Box beigelegtem Album namens Metallum Nostrum sind Coverversionen von unter anderem Ozzy Osbourne und Gary Moore enthalten. Am 8. Mai erschien die erste Single des Albums unter dem Titel Army of the Night.
Am 29. Juli 2016 erschien das Livealbum The Metal Mass – Live. Es enthält Aufnahmen der Konzerte auf dem Summer Breeze und dem Masters of Rock Festival 2015, eine ausverkaufte Show in der Turbinenhalle Oberhausen, die im Rahmen der Wolfsnächte-Tour 2015 stattfand, sowie die Dokumentation Kreuzweg – Of Wolves and Men. Die Auftritte und die Dokumentation wurden in ausgewählten Kinos in Deutschland aufgeführt.
Am 26. Mai 2018 erschien die erste Vorabsingle Demons Are a Girl's Best Friend des Albums The Sacrament of Sin. Die Songs Fire & Forgive und Incense & Iron folgten. Das vollständige Album erschien am 20. Juli 2018 und stieg auf Platz 1 der deutschen Charts ein. Neben der herkömmlichen Variante ist in der Special Version eine Bonus-CD mit dem Titel Communio Lupatum vorhanden. Sie enthält Cover-Versionen anderer Bands, welche Songs von Powerwolf nachspielen. Zu hören sind unter anderem Epica, Amaranthe oder Saltatio Mortis, wobei die Schweizer Folk-Metalband Eluveitie den Text selbst schrieb. Im Herbst des Jahres 2018 folgte die Wolfsnächte-Tour, bestehend aus zwölf Konzerten in Deutschland, Österreich und der Schweiz.
Im Sommer 2019 trat die Band auf dem Wacken Open Air in Schleswig-Holstein auf. Nach eigener Schätzung Dorns waren um die 50.000 Leute auf dem Platz und feierten gemeinsam die „Heilige Heavy-Metal Messe“. Zum Abschluss des Konzerts wurde der Boden des Wacken von Attila Dorn heilig gesprochen und das Festival zum „Heiligen Wacken“ erklärt.
2022 fand erneut eine Wolfsnächte-Tour statt. An insgesamt 19 Terminen traten sie in Deutschland, Österreich, Spanien, Ungarn, Polen, Belgien, den Niederlanden, England, Italien, Frankreich und der Schweiz auf. Hierbei wurden sie von Warkings und DragonForce als Vorbands begleitet.
Am 7. April 2023 erschien das Special-Album Interludium (deutsch: Zwischenspiel) mit 6 neuen Songs und 4 Raritäten wie beispielsweise die französische Version von Beast of Gevaudan oder der Bonustrack von dem bereits 2018 erschienenen Albums The Sacrament of Sin, Midnight Madonna. In den deutschen Charts erklomm das Album den 3. Platz.
2024 hat die Band eine weitere Wolfsnächte-Tour angekündigt, dieses Mal mit Hammerfall und Wind Rose als Begleitung.
Am 4. April 2024 gab die Band ihr 9. Studioalbum Wake Up the Wicked bekannt, welches am 26. Juli 2024 erschien. Mit der Summer of the Wicked-Tour spielen sie im Jahr 2025 in europäischen Städten.

## Stil
Die dominierende Sprache der Texte ist Englisch, darüber hinaus sind aber sowohl (fehlerhafte) lateinische (Werewolves of Armenia, Lupus Dei, Kreuzfeuer, Stossgebet), als auch deutsche Textstellen (Moscow After Dark, We Take the Church by Storm, Werewolves of Armenia, Kreuzfeuer, Amen & Attack, Stossgebet und Glaubenskraft) vorhanden. Die Texte der Band sind geprägt von Behandlung des Christentums und alten Sagen Rumäniens. Powerwolf sehen sich jedoch nicht als religiöse Band an, sondern bezeichnen sich vielmehr als spirituell.
Neben den klassischen Metalinstrumenten finden Orgelklänge Verwendung. Für die Studioalben wurde ein Kirchenchor aufgenommen.

## Diskografie

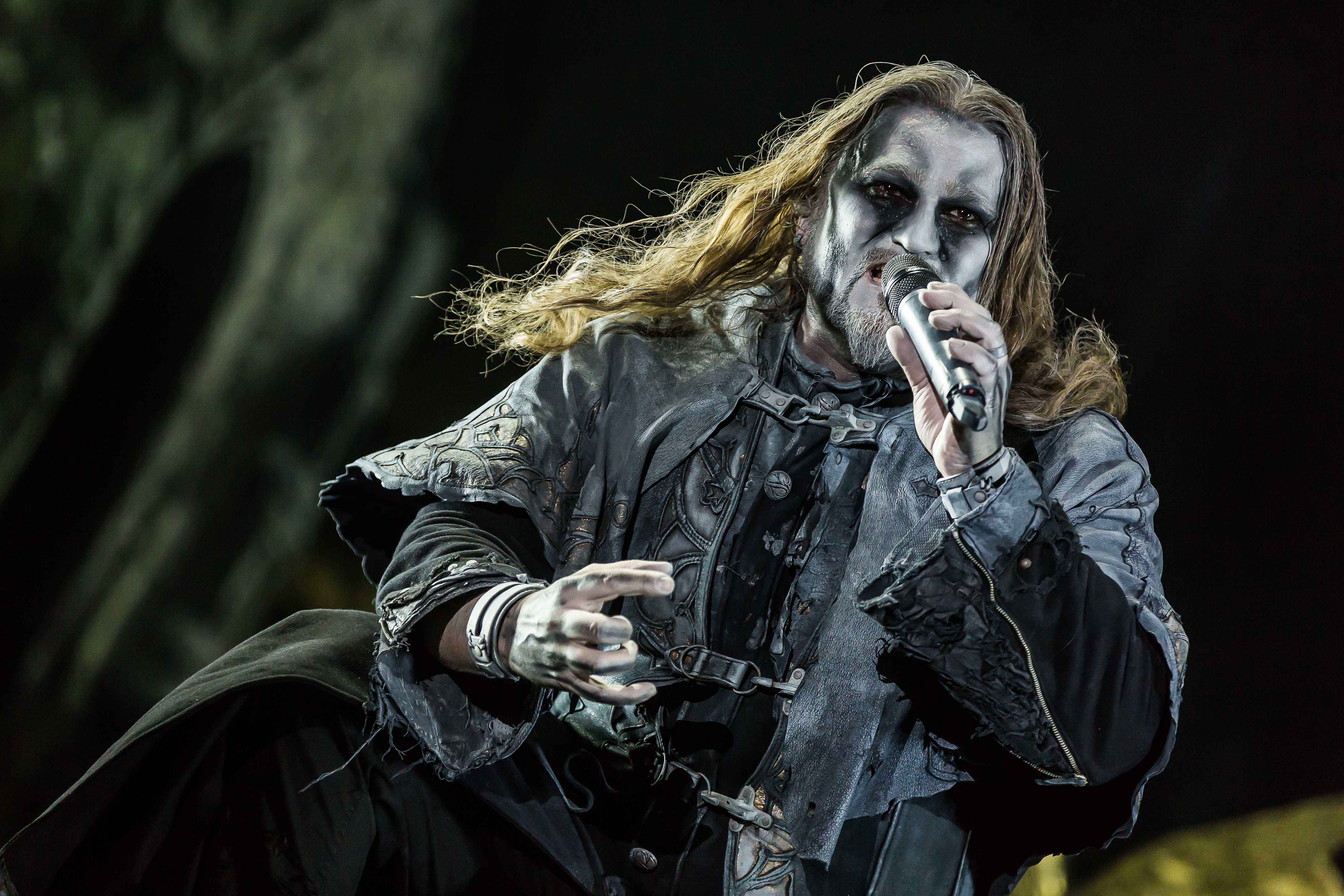
Attila Dorn beim Rockharz 2018

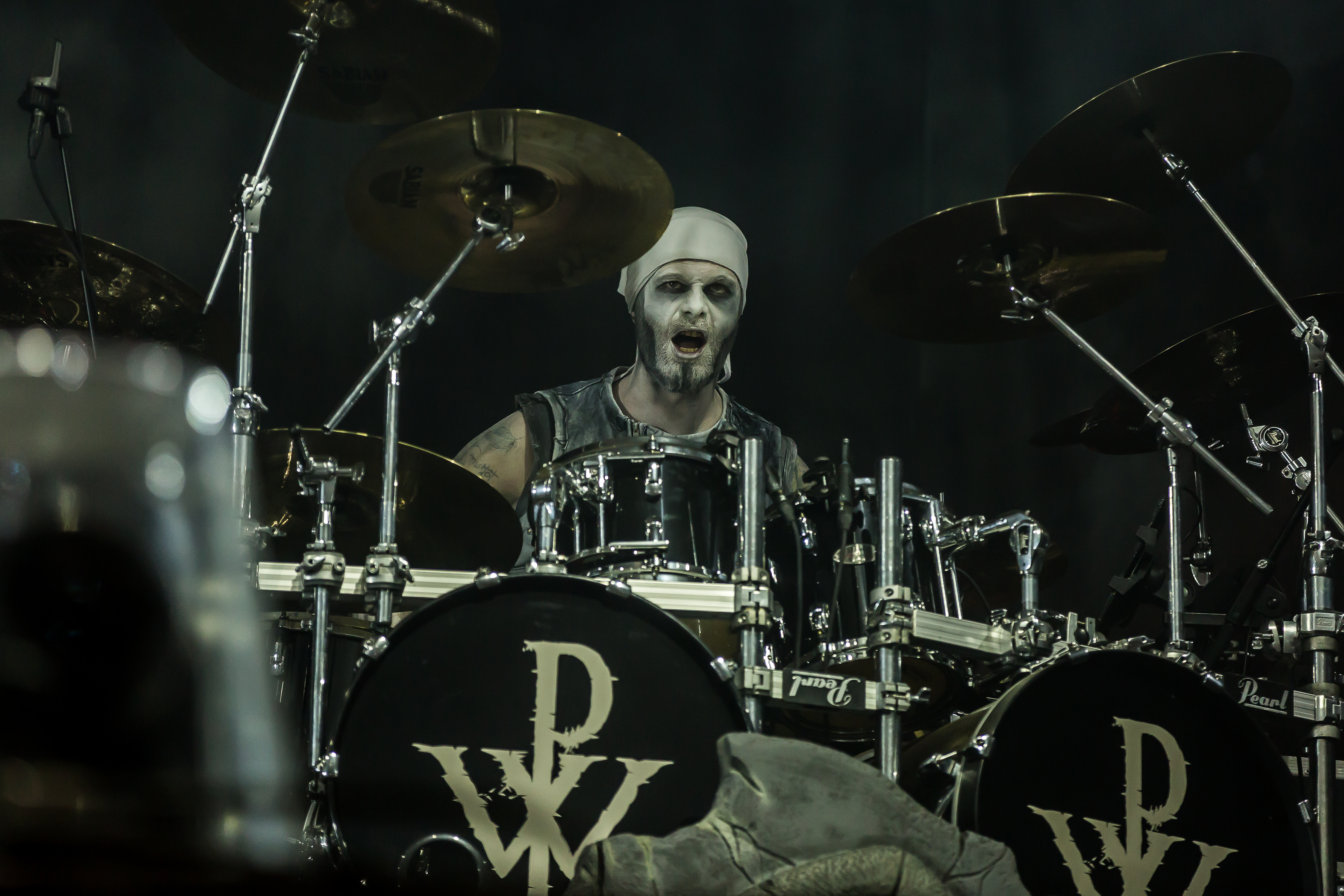
Roel van Helden beim Rockharz 2018

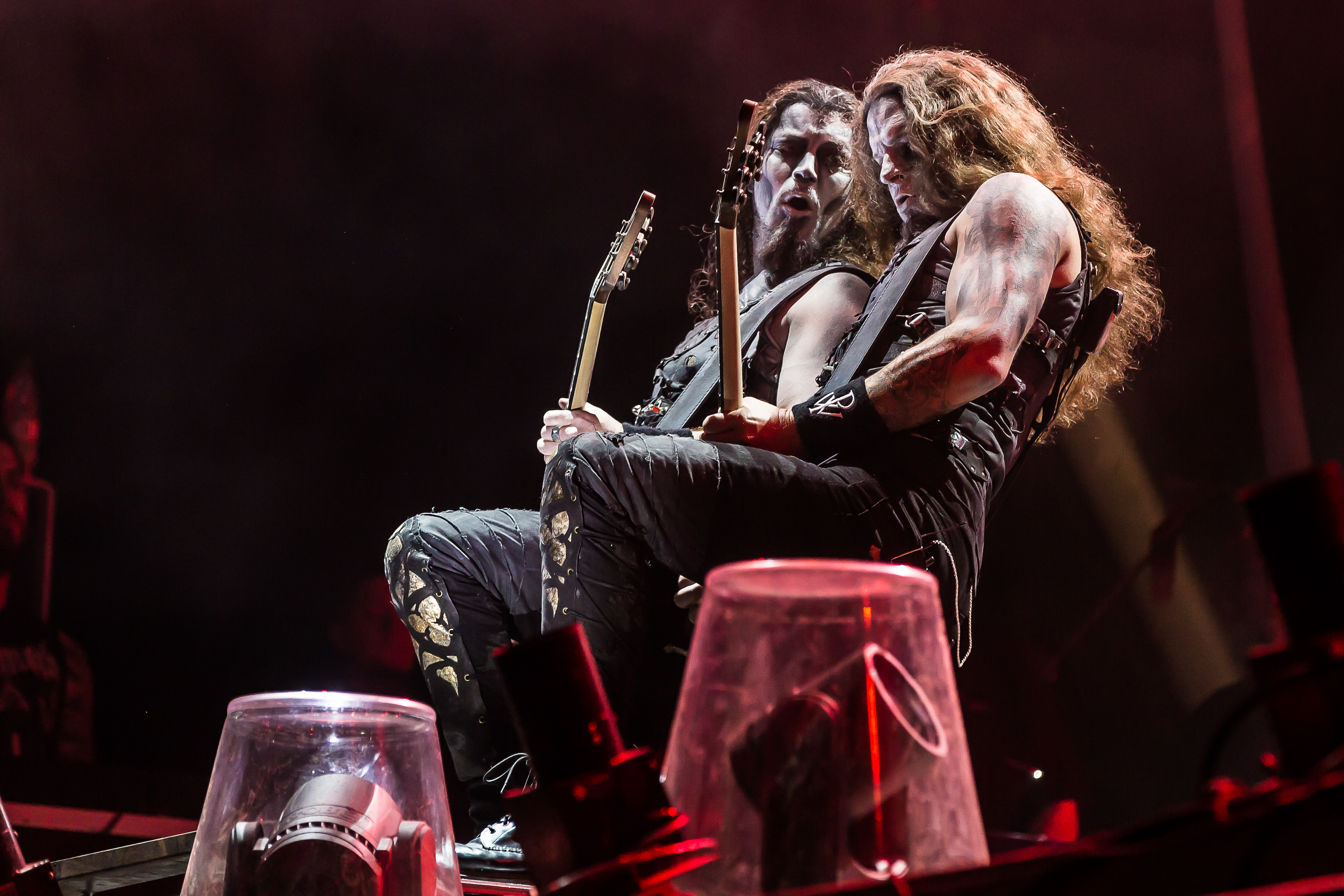
Matthew und Charles Greywolf beim Rockharz 2018

Studioalben

| Jahr | Titel Musiklabel                               | Höchstplatzierung, Gesamtwochen, AuszeichnungChartplatzierungen (Jahr, Titel, Musiklabel, Platzierungen, Wochen, Auszeichnungen, Anmerkungen) | Höchstplatzierung, Gesamtwochen, AuszeichnungChartplatzierungen (Jahr, Titel, Musiklabel, Platzierungen, Wochen, Auszeichnungen, Anmerkungen) | Höchstplatzierung, Gesamtwochen, AuszeichnungChartplatzierungen (Jahr, Titel, Musiklabel, Platzierungen, Wochen, Auszeichnungen, Anmerkungen) | Anmerkungen                                           |
| Jahr | Titel Musiklabel                               | DE | AT | CH | Anmerkungen                                           |
| ---- | ---------------------------------------------- | --- | --- | --- | ----------------------------------------------------- |
| 2005 | Return in Bloodred Metal Blade Records (SPV)   | — | — | — | Erstveröffentlichung: 4. April 2005                   |
| 2007 | Lupus Dei Metal Blade Records (SPV)            | DE34 a (1 Wo.)DE | — | — | Erstveröffentlichung: 4. Mai 2007                     |
| 2009 | Bible of the Beast Metal Blade Records (SPV)   | DE76 (1 Wo.)DE | — | — | Erstveröffentlichung: 24. April 2009                  |
| 2011 | Blood of the Saints Metal Blade Records (Sony) | DE18 b (4 Wo.)DE | — | CH75 (1 Wo.)CH | Erstveröffentlichung: 29. Juli 2011                   |
| 2013 | Preachers of the Night Napalm Records (UMG)    | DE1 (6 Wo.)DE | AT24 (2 Wo.)AT | CH23 (3 Wo.)CH | Erstveröffentlichung: 19. Juli 2013                   |
| 2015 | Blessed & Possessed Napalm Records (UMG)       | DE3 (9 Wo.)DE | AT17 (2 Wo.)AT | CH10 (4 Wo.)CH | Erstveröffentlichung: 17. Juli 2015 Verkäufe: + 2.500 |
| 2018 | The Sacrament of Sin Napalm Records (UMG)      | DE1 (13 Wo.)DE | AT9 (5 Wo.)AT | CH4 (9 Wo.)CH | Erstveröffentlichung: 20. Juli 2018 Verkäufe: + 2.500 |
| 2021 | Call of the Wild Napalm Records (UMG)          | DE2 (17 Wo.)DE | AT5 (3 Wo.)AT | CH5 (6 Wo.)CH | Erstveröffentlichung: 16. Juli 2021 Verkäufe: + 2.500 |
| 2024 | Wake Up the Wicked Napalm Records (UMG)        | DE1 (4 Wo.)DE | AT1 (4 Wo.)AT | CH4 (2 Wo.)CH | Erstveröffentlichung: 26. Juli 2024                   |

## Auszeichnungen
- 2011 – Aufsteiger des Jahres (Metal Hammer)
- 2011 – Powermetal-Album des Jahres für Blood of the Saints (Metal Hammer)
- 2015 – Beste deutsche Band (Metal Hammer)
- 2018 – Bestes Album für The Sacrament of Sin (Metal Hammer)